# Gus Aiken
Augustus „Gus“ Aiken (* 26. Juli 1902 in  Charleston, South Carolina; † 1. April 1973 in New York) war ein US-amerikanischer Jazz-Trompeter und Kornettist des Blues und des New Orleans Jazz. 

## Leben
Gus Aiken begann seine Karriere in der Jenkins Orphanage Band. Seine ersten Aufnahmen entstanden 1919. In den 1920er Jahren begleitete er Blues-Sängerinnen wie Clara Smith oder Ethel Waters und arbeitete mit verschiedenen Gruppen, wie 1926 als Kornettis in der Band von Perry Bradford, bei James P. Johnson, Charlie Johnson (1928/30), der Mills Blue Rhythm Band und später bei Louis Armstrong (1935/36) und Buddy Johnson. Außerdem nahm er Schallplatten mit Sidney Bechet auf; er arbeitete auch mit Sid Catlett, Roy Eldridge und Elmer Snowden. Stilistisch war er von Armstrong beeinflusst.